# Gare de Limoux
Gare de Limoux vasútállomás Franciaországban, Limoux településen.

## Vasútvonalak
Az állomást az alábbi vasútvonalak érintik:
- Carcassonne-Rivesaltes-vasútvonal
- Ligne de Pamiers à Limoux

## Kapcsolódó állomások
A vasútállomáshoz az alábbi állomások vannak a legközelebb:
- Halte de Limoux-Flassian
- Gare d’Alet-les-Bains